# Ulli Roth
Ulli Roth (* 1966 in Oberndorf am Neckar) ist ein deutscher römisch-katholischer Theologe.

## Leben
Von 1986 bis 1995 studierte er katholische Theologie, Philosophie und Mathematik in Freiburg im Breisgau und Kopenhagen. Von 1988 bis 1990 leistete er den Zivildienst in Mannheim. Nach dem 1. Staatsexamen 1995 in Katholischer Theologie, Philosophie und Mathematik absolvierte er von 1995 bis 1998 ein Promotionsstudium bei Peter Walter. Von 1996 bis 1998 war er Stipendiat der Bischöflichen Studienförderung Cusanuswerk. Nach der Promotion 1998 an der Universität Freiburg im Breisgau mit der Dissertation Der Glaubensbegriff des Nicolaus Cusanus absolvierte er von 1998 bis 2000 das Referendariat in Tübingen und Reutlingen, 2. Staatsexamen. Von 2000 bis 2002 war er wissenschaftlicher Angestellter im DFG-Projekt „Hermeneutik intrakulturell – interkulturell – transkulturell“ (Leitung: Wolfgang Reinhard) an der Universität Freiburg im Breisgau. Von 2001 bis 2016 war er Gymnasiallehrer für Katholische Religion, Philosophie und Mathematik in Pforzheim bzw. Offenburg. Von 2010 bis 2016 lehrte er als Privatdozent in Freiburg im Breisgau und hatte Lehraufträge in Koblenz. Nach der Habilitation 2010 im Fach „Katholische Dogmatik“ an der Universität Freiburg im Breisgau mit der Habilitationsschrift Die Auslegungsgeschichte von Psalm 110 im Christentum. Exegesegeschichtliche Darstellung und systematische Reflexion wurde er 2016 zum Professor für Katholische Theologie mit dem Schwerpunkt Fundamentaltheologie/Dogmatik an dem Institut für Katholische Theologie an der Universität Koblenz-Landau, Campus Koblenz ernannt.
Seine Forschungsgebiete sind Theologiegeschichte des Mittelalters mit einem Fokus auf dem 15. Jahrhundert und der Auseinandersetzung mit dem Islam, Schrifthermeneutik und Exegesegeschichte, Gnadenlehre, Philosophie der Moderne und Spätmoderne und Soteriologie, besonders Soteriologie des Mittelalters; Vorbereitung des Faszikels Band III 2. Soteriologie b) In der Scholastik für das Handbuch der Dogmengeschichte.

## Schriften (Auswahl)
- (Hrsg.): Cusanus-Texte. 3. Marginalien. 4. Raimundus Lullus: Die Exzerptensammlung aus Schriften des Raimundus Lullus im Codex Cusanus 83 (= Schriften der Philosophisch-Historischen Klasse der Heidelberger Akademie der Wissenschaften. Band 13). Winter, Heidelberg 2000, ISBN 3-8253-0910-X.
- Suchende Vernunft. Der Glaubensbegriff des Nicolaus Cusanus (= Beiträge zur Geschichte der Philosophie und Theologie des Mittelalters. Neue Folge. Band 85). Aschendorff, Münster 2002, ISBN 978-3-402-04006-5 (zugleich Dissertation, Freiburg im Breisgau 1998).
- Die Grundparadigmen christlicher Schriftauslegung – im Spiegel der Auslegungsgeschichte von Psalm 110 (= Dogma und Geschichte. Band 8). Lit, Berlin/Münster 2010, ISBN 978-3-643-10683-4 (zugleich Habilitationsschrift, Freiburg im Breisgau 2009).
- (Hrsg.): Johannes von Segovia: De gladio divini spiritus in corda mittendo Sarracenorum. Edition und deutsche Übersetzung mit Einleitung und Erläuterungen (= Corpus Islamo-Christianum. Series Latina. Band 7). Harrassowitz, Wiesbaden 2012, ISBN 978-3-447-06747-8.
- Gnadenlehre (= Gegenwärtig Glauben denken. Band 8). Schöningh, Paderborn/München/Wien/Zürich 2013, ISBN 978-3-506-77647-1.